# Čagatajci
Čagatajci (Čagatajski Tadžici ili Tadžički Čagatajci) jedna su od tadžičkih skupina Uzbekistana. Čagatajci žive u Surhandarskoj oblasti na jugoistoku Uzbekistana i na jugu Tadžikistana. Populacija je brojala oko 63.500 u periodu 1924—25. godine. Zajedno sa Hardurima, Čagatajci su jedna od etnografskih grupa Tadžika koje su zadržale svoj identitet. Poreklo Čagatajaca je nepoznato, iako je naziv „čagataj” mongolskog porekla, a sam Čagataj je sin Džingis-kana.
Turkijski čagatajski jezik nije jezik Čagatajskih Tadžika.

## Literatura
- Wixman, Ronald (1984). The Peoples of the USSR: An Ethnographic Handbook. M. E. Sharpe. стр. 41, 183. ISBN 978-0-87332-506-6.